# Aeroporto de Lucas do Rio Verde
O Aeroporto Bom Futuro (IATA: LVR - ICAO: SILC), também conhecido como Aeroporto de Lucas do Rio Verde, é um aeroporto doméstico que está localizado no município brasileiro de Lucas do Rio Verde, no interior do estado de Mato Grosso. . Situa-se na região central do estado de Mato Grosso, distante cerca de 360 km da capital. Lucas do Rio Verde é uma cidade essencialmente agrícola, com início da verticalização de seus produtos. Embora sua área seja de apenas 0,04% do território brasileiro, participa com mais de 1% da produção nacional de grãos – o equivalente a 1,5 milhão de toneladas anuais – e é o maior produtor de milho de segunda safra do país. Tem a capacidade de receber aeronaves de médio e grande porte.

## Características
- Latitude: 13º 02' 16" S[1]
- Longitude: 55º 57' 01" W[1]
- Piso: Asfalto (ASPH)[1]
- Sinalização: S
- Pista sem balizamento noturno
- Combustível -
- Companhias aéreas: Asta Linhas Aéreas
- Distância do centro da cidade: 3,75 km
- Pista: 1730 x 30m
- Contato:
- Distância Aérea: Cuiabá 284 km; Brasília 991 km; Manaus 1194 km; São Paulo 1521 km; Curitiba 1540 km